# Boophis albilabris
Boophis albilabris är en groddjursart som först beskrevs av George Albert Boulenger 1888.  Boophis albilabris ingår i släktet Boophis och familjen Mantellidae. IUCN kategoriserar arten globalt som livskraftig. Inga underarter finns listade.